# 谷川流
谷川 流（たにがわ ながる、男性、1970年12月19日 - ）は、日本のライトノベル作家・漫画原作者。兵庫県西宮市出身。兵庫県立西宮北高等学校、関西学院大学法学部卒。

## 来歴
大学卒業後、婦人服店の店長を勤める。デビュー前にはミステリの書評サイトを運営しており、関西のミステリファンの間で知られていた。2003年3月に『電撃萌王』vol.05掲載『電撃!! イージス5 盾と羊と』にてデビュー。同年6月7日に第8回スニーカー大賞受賞作『涼宮ハルヒの憂鬱』と電撃文庫刊『学校を出よう！ Escape from The School』の同日発売で文庫デビュー。『涼宮ハルヒシリーズ』は国内800万部、世界15カ国で発売されている文庫とコミックスと合わせた累計部数は2011年5月で1650万部、2017年で2000万部を突破している。
『ザ・スニーカー』の連載は2006年8月号以降休載が多くなり、『涼宮ハルヒシリーズ』も2007年4月に発売された『涼宮ハルヒの分裂』以降発表されていなかったが、「ザ・スニーカー」2010年6月号に『涼宮ハルヒの驚愕』が一部先行掲載され、文庫として2011年5月25日に発売された。2013年5月にはいとうのいぢ画集『ハルヒ百花』にシリーズ短編「あてずっぽナンバーズ」、2018年10月には『ザ・スニーカーLEGEND』にシリーズ短編「七不思議オーバータイム」を書き下ろしている。『涼宮ハルヒの驚愕』刊行後、単行本は刊行されていない状態が続いていたが、2020年11月に前述の2つの短編と書き下ろし長編「鶴屋さんの挑戦」を収録した『涼宮ハルヒの直観』が発売された。また、『学校を出よう！』は2004年、『ボクのセカイをまもるヒト』は2006年を最後に新刊が刊行されておらず、『蜻蛉迷宮』は2009年以来休載している。また従来のシリーズとは無関係な新作オリジナル短編として『スニーカー文庫25周年アンソロジー「S WHITE」』に『Round-Trip』（イラストは涼宮ハルヒシリーズのいとうのいぢが担当）を書き下ろした。
2018年、第24回スニーカー大賞では選考委員を務めた。

## 人物
高校時代は美術部をメインに活動し、週一回文芸部にも顔を出していた。大学時代は絵画部に所属。オリックス・バファローズの田口壮（元メジャーリーガー）は同窓生（同じ高校・大学の1年後輩）。
大学卒業後、婦人服販売チェーンの店長をするもののふっと辞めたくなり、作家になりたかったことを思い出す。失業保険を貰いながら図書館でひたすら本を読んでいた。貯金が尽きるしもうだめだと思ってハローワークに通ってはぼんやりしていた矢先、電撃文庫編集部から連絡を受け、同時期にスニーカー大賞を受賞しデビューを果たす。
阪神・淡路大震災で被災した経験を持つ。阪神ファン。同人やアダルトゲームの存在を『涼宮ハルヒの憂鬱』を書くまで知らなかった。趣味は麻雀とバイク。伊勢アウシタンコミュニティ（月刊OUTの読者クラブ）の会員だった。
谷川本人は、作家になりたいと思ったきっかけとして、幼少期から様々な小説を読んでいる内に頭の中に「自分でも書きたい回路」が徐々に構築されていったのだと思うと述べている。今でも自分が作家なのか何なのかよく分からないと言う。また、担当編集者へのインタビュー記事では谷川について「非常に寡黙で博識な方。頭の中の大容量ハードディスクに蓄積された知識をCPU・メモリをフル稼働させ選び出し、そうしてアウトプットされてくる言葉は簡潔にして的確」との趣旨で評されている。
親指シフトキーボードを使用。

## 作風
創作は中学生時代に読んだSF小説やジュブナイルに影響を受けたと語っており、作品にはSF色が濃い。特に菊地秀行、夢枕獏、クイーン、ヴァン・ダイン、アシモフを挙げている。
脚本家佐藤大との対談で、「『うる星やつら』、高橋留美子さんのというよりもむしろ無意識に出てしまっているのは押井守さんのほうです。『うる星やつら2 ビューティフル・ドリーマー』が好きだった」と話している。

## 作品リスト

### 長編作品（文庫）
- 涼宮ハルヒシリーズ（2003年6月 - 、角川書店→KADOKAWA〈角川スニーカー文庫〉、イラスト：いとうのいぢ、既刊13巻）
- 学校を出よう！（2003年6月 - 、メディアワークス〈電撃文庫〉、イラスト：蒼魚真青、既刊6巻）
- 電撃!! イージス5（2004年11月 - 2005年10月、メディアワークス〈電撃文庫〉、イラスト：後藤なお、全2巻）
- 絶望系 閉じられた世界（2005年4月、メディアワークス〈電撃文庫〉、イラスト：G・むにょ、全1巻）
  - 【改題】絶望系（2014年10月、新潮文庫nex）
- ボクのセカイをまもるヒト（2005年11月 - 、メディアワークス〈電撃文庫〉、イラスト：織澤あきふみ、既刊3巻）

### 短編作品
- MW号の命題（『電撃hp公式海賊本 電撃h』所収、2004年9月25日、メディアワークス / 『電撃コラボレーション MW号の悲劇』所収、2008年9月10日、アスキー・メディアワークス〈電撃文庫〉） ISBN 978-4-04-867217-7
  - 「長門有希の100冊」に挙げられている、“Tフロゥイング著『火星にて大地を想う』序章より抜粋”という設定の短編小説。
- 撲殺天使ドクロちゃんです 谷川流の場合（『撲殺天使ドクロちゃんです』所収、2006年6月10日、メディアワークス〈電撃文庫〉） ISBN 978-4-84-023443-6
- Round-Trip（『S WHITE スニーカー文庫25周年記念アンソロジー』所収、2013年9月1日、KADOKAWA〈角川スニーカー文庫〉） ISBN 978-4-04-100864-5
  - アンソロジーの主題『恋愛』に沿った短編小説である。イラストは涼宮ハルヒシリーズのイラストを担当しているいとうのいぢが担当しているが涼宮ハルヒシリーズとは無関係のオリジナル短編。

### 漫画原作
- 蜻蛉迷宮（2009年8月 - 、アスキー・メディアワークス〈電撃コミックス〉、作画：菜住小羽、キャラクターデザイン：武田日向、既刊2巻）
  - 『電撃文庫MAGAZINE』2008年7月号より連載。2009年11月号より休載中。

### その他
- 『日常の謎 五×二十』（エッセイ、『メフィスト』2007年5月号掲載）
- 電撃エッセイ第32回『猫物語』
- 『涼宮ハルヒの憂鬱』 ドラマCD「サウンドアラウンド」（原案）
- テレビアニメ『涼宮ハルヒの憂鬱』（2006年度版）「サムデイ イン ザ レイン」（脚本）
- テレビアニメ『涼宮ハルヒの憂鬱』（2009年度版）「涼宮ハルヒの溜息 I」（脚本）
- 映画『涼宮ハルヒの消失』主題歌「優しい忘却」（歌詞原案提供）
- OVA『ブラック★ロックシューター』（脚本、吉岡忍と連名）